# چارنا (شهرستان بیشچاد)
چارنا (به لهستانی:  Czarna) یک روستا در لهستان است که در گمینا چارنا (شهرستان بیشچاد) واقع شده‌است. چارنا ۱٬۳۰۰ نفر جمعیت دارد.